# Rhyacia mirabilis
Rhyacia mirabilis là một loài bướm đêm trong họ Noctuidae.